# Karwacz (osada w województwie mazowieckim)
Karwacz – osada w Polsce położona w województwie mazowieckim, w powiecie przasnyskim, w gminie Przasnysz. 
Osada ma status sołectwa.
W latach 1975–1998 miejscowość administracyjnie należała do województwa ostrołęckiego.